# Ocellularia confusa
Ocellularia confusa är en lavart som först beskrevs av Hale, och fick sitt nu gällande namn av Hale 1980. Ocellularia confusa ingår i släktet Ocellularia och familjen Thelotremataceae.   Inga underarter finns listade i Catalogue of Life.